# Acinodendron hymenantherum
Acinodendron hymenantherum là một loài thực vật có hoa trong họ Mua. Loài này được (Triana) Kuntze mô tả khoa học đầu tiên năm 1891.